# Kelvin Wilson
Kelvin James Wilson(3 de septiembre de 1985)en Nottingham,es un futbolista inglés.Actualmente juega para el Nottingham Forest.

## Principios de su carrera
Wilson comenzó su carrera en el Notts County haciendo su debut para el club en un 4-0 pérdiendo contra el Hartlepool United el 17 de abril de 2004. En 2004-05 se convirtió en una vuelta en su línea y fue nombrado el mejor jugador en su primera temporada completa.
Él tomó el préstamo en marzo de 2006 por Preston North End, y luego firmaron en la final de la temporada para un informó de £ 300,000. Solamente inició 16 juegos en la temporada 2006-07 y fue vinculado a un movimiento de Nottingham Forest.

## Nottingham Forest
Posteriormente fichó por el Nottingham Forest de £ 300.000, comprometiéndose a un período de cuatro años frente al club de su ciudad natal. En la campaña 2007-08, Wilson fue una virtual siempre presente en la defensa, ya que ayudó a ganar la promoción automática al campeonato después de terminar segundo en una Liga. Hizo 42 partidos, faltan algunos juegos debido a una tarjeta roja en la victoria sobre 2-1 Huddersfield Town y una lesión hacia el final de la temporada.

### Estadísticas
| Período   | Club              | Partidos | Goles |
| --------- | ----------------- | -------- | ----- |
| 2003-2006 | Notts County      | 78       | 3     |
| 2006-2007 | Preston North End | 27       | 1     |
| 2007-     | Nottingham Forest | 74       | 0     |
|           | Total             | 161      | 4     |